# Прістол (комуна)
Прістол (рум. Pristol) — комуна у повіті Мехедінць в Румунії. До складу комуни входять такі села (дані про населення за 2002 рік):
- Козія (677 осіб)
- Прістол (1155 осіб)

Комуна розташована на відстані 270 км на захід від Бухареста, 45 км на південь від Дробета-Турну-Северина, 88 км на захід від Крайови.

## Населення
За даними перепису населення 2002 року у комуні проживали 1832 особи, усі — румуни. Усі жителі комуни рідною мовою назвали румунську.
Склад населення комуни за віросповіданням:
| Релігія       | Кількість осіб | Відсоток |
| ------------- | -------------- | -------- |
| православні   | 1826           | 99,7%    |
| п'ятдесятники | 3              | 0,2%     |
| адвентисти    | 3              | 0,2%     |